# Antonio de Acuña
Pour les articles homonymes, voir Acuña.
Antonio de Acuña (Valladolid, 1459 - Simancas (Province de Valladolid), 23 mars 1526), également appelé l'évêque Acuña (el Obispo Acuña en espagnol), est un prélat espagnol ayant pris part à la Guerre des Communautés de Castille.

## Biographie
Il reçoit sa formation ecclésiastique au sein de l'Ordre de Calatrava, passe quelques années à Rome où son mode de vie lui vaut d'être excommunié. En 1506, il est nommé évêque de Zamora par le pape Jules II.
En 1512, il participe à la conquête de la Navarre par le Roi catholique.
En 1521, il prend une part active dans la  Guerre des Communautés de Castille aux côtés des comuneros.
Après la défaite des comuneros à la bataille de Villalar, il est emprisonné mais non exécuté grâce à son statut de prélat. Charles Quint le condamne à l'enfermement au château de Simancas d'où il essaie de s'enfuir le 24 février 1526 en tuant un geôlier. Il échoue et est condamné au garrot sur les remparts de Simancas.